# Jan Siemons
Jan Siemons est un ancien coureur cycliste néerlandais, né le 26 mai 1964 à Zundert.

## Biographie
Son frère Marc sera également coureur cycliste professionnel de 1990 à 1993.
Il deviendra professionnel en 1986 et le restera jusqu'en 1992.  

## Palmarès
- 1982
  -  Champion des Pays-Bas sur route juniors
- 1984
  - Tour de la province de Liège :
    - Classement général
    - 1re étape
- 1985
  - Omloop van de Baronie
  - 3e du Tour d'Overijssel
- 1987
  - 9e du Championnat de Zurich
- 1992
  - 2e du championnat des Pays-Bas sur route

## Résultats sur les grands tours

### Tour de France
5 participations
- 1986 : hors délais (2e étape)
- 1989 : 120e
- 1990 : 143e
- 1991 : 146e
- 1992 : abandon (15e étape)

### Tour d'Espagne
2 participations
- 1991 : 105e
- 1992 : 56e

### Tour d'Italie
2 participations
- 1989 : 99e
- 1990 : 156e